# Kanelrördrom
Kanelrördrom (Botaurus cinnamomeus) är en asiatisk fågel i familjen hägrar inom ordningen pelikanfåglar.

## Kännetecken

### Utseende
Kanelrördrommen är en liten häger, med sina 38 centimeter i kroppslängd jämnstor med de nära släktingarna kinesisk dvärgrördrom och dvärgrördrom. Den kännetecknas av en enhetligt kanelbrun fjäderdräkt. I flykten syns att även vingpennorna är kanelbruna, till skillnad från de övriga två arternas svarta vingpennor. Honan är mer mörkbrun på krona och mantel där hanen är kanelbrun och är dessutom mörkare streckad undertill.

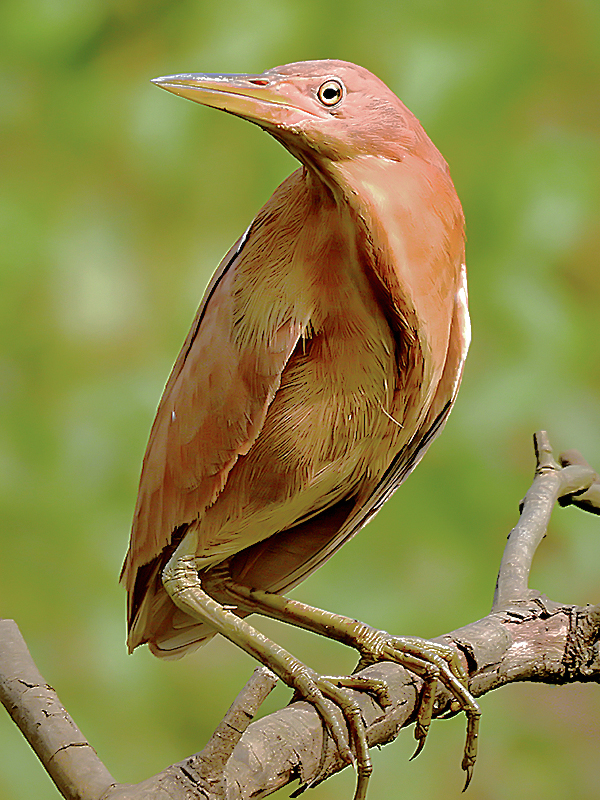

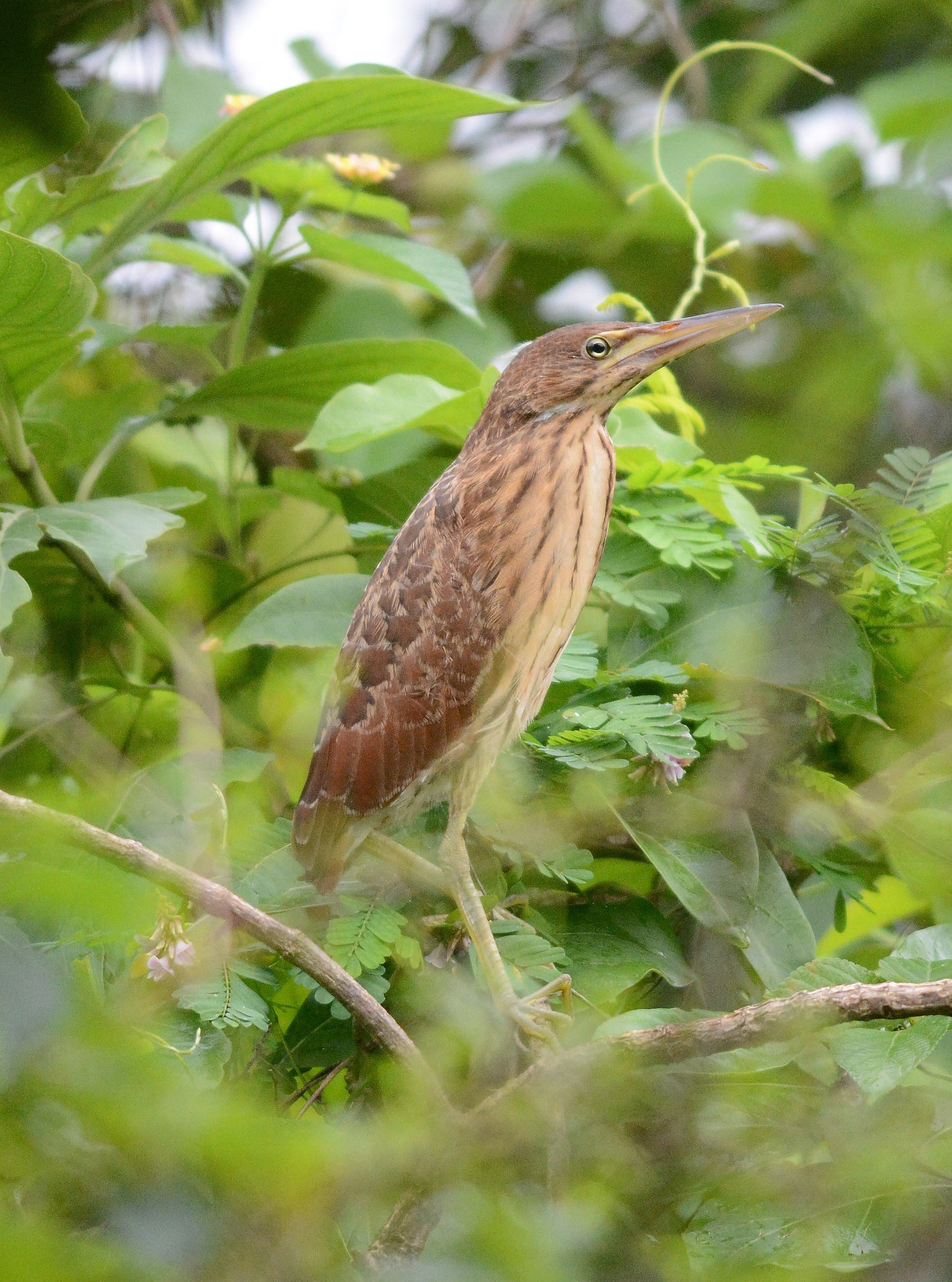
Ungfågel.

### Läten
Revirlätet är ett mjukt, upprepat "kok, kok-kok-kok-kok...".

## Utbredning och systematik
Kanelrördromen förekommer i Indien, Sydostasien, Filippinerna och Indonesien. Den har påträffats i Oman, Seychellerna, Mikronesien, Afghanistan och Förenade Arabemiraten. Den behandlas som monotypisk, det vill säga att den inte delas in i några underarter.

Kanelrördrommens utbredningsområde.

### Släktestillhörighet
Tidigare placerades arten i Ixobrychus tillsammans med andra små rördrommar, men inkluderas sedan 2024 med de större rördrommarna i Botaurus baserat på genetiska studier. Redan 1987 visade Sheldon med hjälp av DNA-DNA-hybridisering att amerikansk dvärgrördrom står närmare amerikansk rördrom snarare än de två andra Ixobrychus-arterna i studien (kanelrördrom och dvärgrördrom). I Päckert m.fl. (2014) som använde DNA-streckkodning stod amerikansk dvärgrördrom närmare de tre Botaurus-arterna i studien snarare än de övriga Ixobrychus-arterna.
Hruska m.fl. (2023), den hittills mest omfattande genetiska studien av hägrar, bekräftar systerskapet mellan amerikansk dvärgrördrom och Botaurus-rördrommarna, men också att den likaledes amerikanska arten strimryggig dvärgrördrom står närmare denna grupp än övriga dvärgrördrommar. Amerikansk dvärgrördrom och även strimryggig dvärgrördrom skulle därför kunna brytas ut i egna släkten, alternativt flyttas till Botaurus. Med tanke på amerikanska dvärgrördrommens likhet med typarten för Ixobrychus dvärgrördrommen, så pass att de tidigare har behandlats som en och samma art, anses en bättre lösning vara att inkludera alla dvärgrördrommar i ’’Botaurus’’. Att så olikstora arter ryms i ett och samma släkte kan förklaras med att evolutionen i denna grupp gått relativt fort, där stora arter utvecklats snabbt ur mindre.

## Levnadssätt
Kanelrördrommen trivs i vassbälten och översvämmade risfält. Den häckar på en plattform av vass i ett buskage där den lägger fyra till sex ägg. De kan vara svåra att se, men tenderar att komma fram i skymningen på jakt efter grodor. I övrigt livnär de sig på insekter och fisk.

## Status
Arten har ett stort utbredningsområde och internationella naturvårdsunionen IUCN kategoriserar arten som livskraftig. Beståndsutvecklingen är dock oklar. Världspopulationen uppskattas till mellan 125 000 och två miljoner individer.